# Ludwig Gruber (Grafiker)

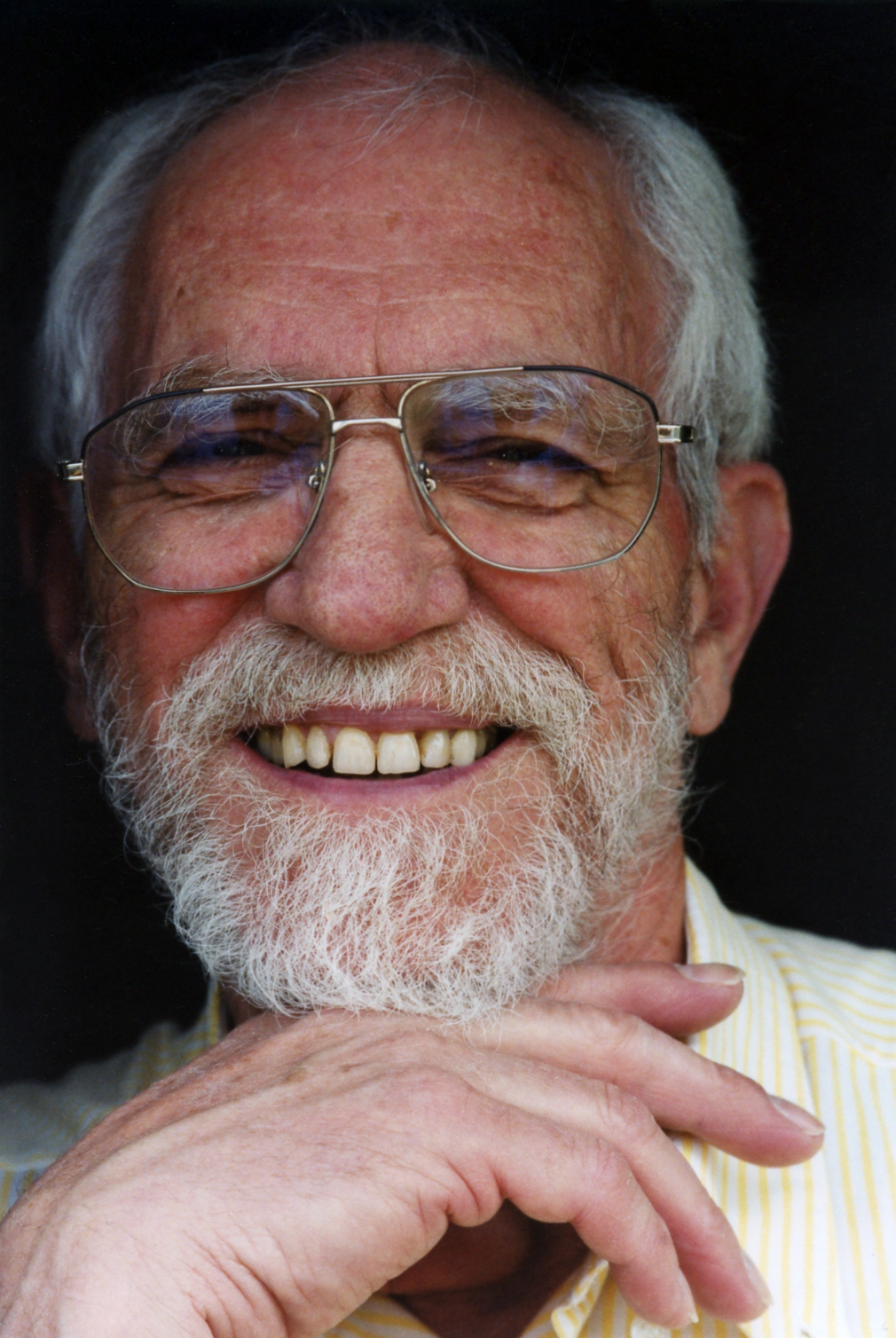
Ludwig Gruber (2017)

Ludwig Gruber (* 4. September 1935 in Mainburg/Niederbayern) ist ein deutscher Erwachsenenbildner und Druckgrafiker.

## Leben

### Kindheit und Werdegang
Ludwig Gruber wurde als drittes Kind der Damenschneidermeisterin Maria Gruber und des Bau- und Möbelschreiners Ludwig Gruber geboren. Als Neunjähriger wurde er Augenzeuge des KZ-Todesmarsches durch Mainburg. Ein Häftling wurde neben ihm niedergeschlagen und reglos weitergeschleift. Gruber besuchte bis zur Mittleren Reife das Gymnasium in Scheyern und die Realschule in Mainburg. Ab 1952 machte er 18 Monate lang ein Praktikum am Vermessungsamt Abensberg. 1953 begann er ein Studium der Vermessungstechnik an der Staatsbauschule München, das er als Vermessungsingenieur abschloss. 1956 wurde er Beamtenanwärter am Bayerischen Landesvermessungsamt München und wechselte später als Straßenplaner an das Straßenbauamt Rosenheim.
1961 übernahm Gruber als Gründungsvorsitzender des Sozialseminars Rosenheim seine erste ehrenamtliche Tätigkeit in der Erwachsenenbildung (bis 1970). 1964 wurde er als Sozialreferent und Landessozialsekretär der Christlich-Sozialen Arbeitnehmerschaft (CSA) in die Landesleitung berufen. Es begann eine langjährige Freundschaft mit Norbert Blüm und Heiner Geißler. Meinungsverschiedenheiten mit Franz Josef Strauß über die Paritätische Mitbestimmung führten 1969 dazu, dass er die Landesleitung verließ. 1970 ging er mit seiner Familie als Entwicklungshelfer im Auftrag der Konrad-Adenauer-Stiftung nach Bolivien. Gruber  beschäftigte sich intensiv mit den indigenen Kulturen.
Nach Deutschland zurückgekehrt, übernahm er 1971 die Leitung des Bildungswerks Rosenheim und damit auch die Verantwortung für den Bau des Bildungszentrums Rosenheim. Er arbeitete im Rosenheimer Forum für Städtebau und Umweltfragen in den Arbeitsfeldern Stadtentwicklung und Atomenergie mit und war für vier Jahre dessen Vorsitzender. Im Jahr 1977 wurde das Bildungszentrum Rosenheim eingeweiht, dessen Leitung Gruber bis zu seinem Renteneintritt 1998 ausübte.

### Künstlerisches Wirken
Gruber begann früh mit dem Zeichnen von Landkarten, Stadtplänen und Schriften. Während seines Praktikums in Abensberg 1952/53 lernte er als Laienspieler den Bühnenbildner, Maler und Grafiker Ferdinand Kieslinger kennen, mit dem er Publikationen gestaltete. Als Autodidakt lernte Gruber unter anderem bei Heinz Kaufmann (Rosenheim), Gerd Scheuerer (München), Eva Möseneder und Anton Drioli, Kunito Nagaoka und Stefan Wehmeier (Fürstenfeld). Während seiner beruflichen Tätigkeit in Rosenheim arbeitete er ab 1971 mit dem Maler und Grafiker Rainer Dillen zusammen und begann 1975 wieder aktiv zu malen und zu zeichnen.
Nachdem Gruber 1977 die Leitung des Bildungszentrums in Rosenheim übernommen hatte, führte er bis zu seinem Eintritt in den Ruhestand im Jahr 1998 viele Kunstausstellungen durch. 1981 begegnete er dem Zeichner Paul Flora, mit dem ihn eine langjährige Freundschaft verband. 1983 organisierte er nach einer dreiwöchigen Südafrikareise im Auftrag des Hilfswerkes Misereor die Wanderausstellung „Schwarze Kunst aus Südafrika“, die durch 24 deutsche Städte führte.
1988 stellte er zum ersten Mal eigene grafische Arbeiten in den Atelierräumen des Bildhauers Josef Hamberger aus. Eine Zeichnung wurde durch die Stadt Rosenheim angekauft. Nach Eintritt in den Ruhestand machte er 1999 eine fünfwöchige Kur auf der Insel Amrum, wo sich ihm die Tür zur Abstraktion öffnete. Im Jahr 2000 gab er im Auftrag des Kulturamtes der Stadt Rosenheim das Buch Josef Hamberger. Ein Bildhauerleben heraus. 2004 wurde er zur Mitarbeit an der Neugestaltung der Pfarrkirche St. Nikolaus in Rosenheim eingeladen. Er gestaltete eine hebräische und eine griechische Schriftwand, elf Gewölbeschlussscheiben und weitere Schriftbilder. Zusammen mit Kunito Nagaoka führte er die Ausstellung von sieben japanischen Gegenwartskünstlern in der Städtischen Galerie Rosenheim durch.

### Privates
Ab 1958 war Gruber mit Anna Barthuber (1929–2011) verheiratet, aus der Ehe gingen sechs Kinder hervor. Nach dem Tod dieser Ehefrau heiratete er 2018 die Diplom-Psychologin und Malerin Maria Wagner. Mit ihr lebt und arbeitet er in Vaterstetten bei München.
Reisen und Arbeitsaufenthalte führten ihn nach Bolivien, Südafrika, Brasilien (Amazonien), Israel, Chile (mit Feuerland), Peru, Kolumbien, Karibik (San Andres), Costa Rica, Nicaragua, Guatemala, Mexiko, Norwegen, Schweden, Finnland, Italien, Frankreich, Türkei, Schweiz, Niederlande, Tibet, Nepal, Ägypten und Polen.

## Ausstellungen (Auswahl)
- 1988: Atelier Hamberger, Rosenheim
- 1996: Bildungszentrum Rosenheim
- 1997: Stadtbibliothek Rosenheim
- 2000: Städtisches Museum Rosenheim
- 2002: Kunstverein Bad Aibling
- 2005: Salzburg, „English Elements“ (Gruppenausstellung)
- 2006: Vereinigung Bildender Künstler Straubing (Gruppenausstellung)
- 2007: Volkshochschule Prien
- 2008: Kunstzeile Rosenheim
- 2008: Bildungszentrum Freising
- 2008: Seidlvilla München (Gruppenausstellung)
- 2009: Kleine Werkraumgalerie, Rosenheim
- 2010: Kunstverein Bad Aibling
- 2011, 2016, 2020: Abtei Venio, München
- 2012: Städtisches Museum Heppenheim
- 2013: Seminarhaus Schmiede, Welschbillig bei Trier
- 2015: Klosteranlage Germerode
- 2018: Galerie zwischen Wetterstein und Bodensee, Leutkirch (Gruppenausstellung)
- 2020: Galerie im Bayer. Landesamt für Digitalisierung, Breitband und Vermessung, München
- Beteiligung an Jahresausstellungen der Kunstvereine Rosenheim, Bad Aibling und Prien

Im Jahr 2016 schuf Gruber nach einem Konzerterlebnis einen aus 25 Teilen bestehenden Holzschnitt (335 × 270 cm) und nannte ihn Mein kleines Universum. Mit Texten aus dem Buch Eine Hand voll Sternenstaub des Berner Schriftstellers Lorenz Marti stellte er ihn dreimal der Öffentlichkeit vor: in Rosenheim (2017), Leutkirch (2018) und Baldham (2018).

## Öffentliche Ankäufe
- Bayerische Staatsgemäldesammlungen, München
- Stadt Rosenheim
- Stadt Bad Aibling
- Viking Linien Marieham/Aland (Finnland)
- Beiträge zur Neugestaltung der St. Nikolaus in Rosenheim
- Christuskirche, Berchtesgaden

## Veröffentlichungen
- Ich denke an Bolivien. Begegnungen mit der Welt der Aymara-Indianer. Pfeiffer, München 1988.
- als Hrsg.: Josef Hamberger. Ein Bildhauerleben. Arbeiten aus einem halben Jahrhundert. Unter Mitarbeit von Josef Hamberger. Städtisches Museum, Rosenheim 2000.
- ZeitSpuren. Grafische Arbeiten aus 40 Jahren. Eigenverlag, Vaterstetten 2015.
- 4 Farbholzschnitt-Zyklen: entsprossen – ersonnen – gesponnen – verbunden. Eigenverlag, Vaterstetten 2017.
- Tanz der Asteroiden – 19 Farbradierungen und weitere Fragen zwischen Himmel und Erde. Eigenverlag, Vaterstetten 2020.
- Weichenstellungen. Begegnungen mit Menschen, Kulturen und Landschaften. Eigenverlag, Vaterstetten 2021.
- Verleihung des Kulturpreises 2021 der Stadt Rosenheim am 13. Mai 2022. Eine Dokumentation. Eigenverlag, Vaterstetten 2022
- Geschichten von unterwegs. 22 Texte von Ludwig Gruber, 23 Malereien von Maria Wagner. Eigenverlag, Vaterstetten 2022, ISBN 978-3-00-073259-1.

## Auszeichnungen
- 1996: Dankeszeichen der Kath. Akademie in Bayern
- 2019: Preisträger der Mitgliederausstellung des Kunstvereins Bad Aibling
- 2021: Kulturpreis der Stadt Rosenheim (Verliehen 2022)[22][23][24]